# Grafite e pichação na cidade de São Paulo

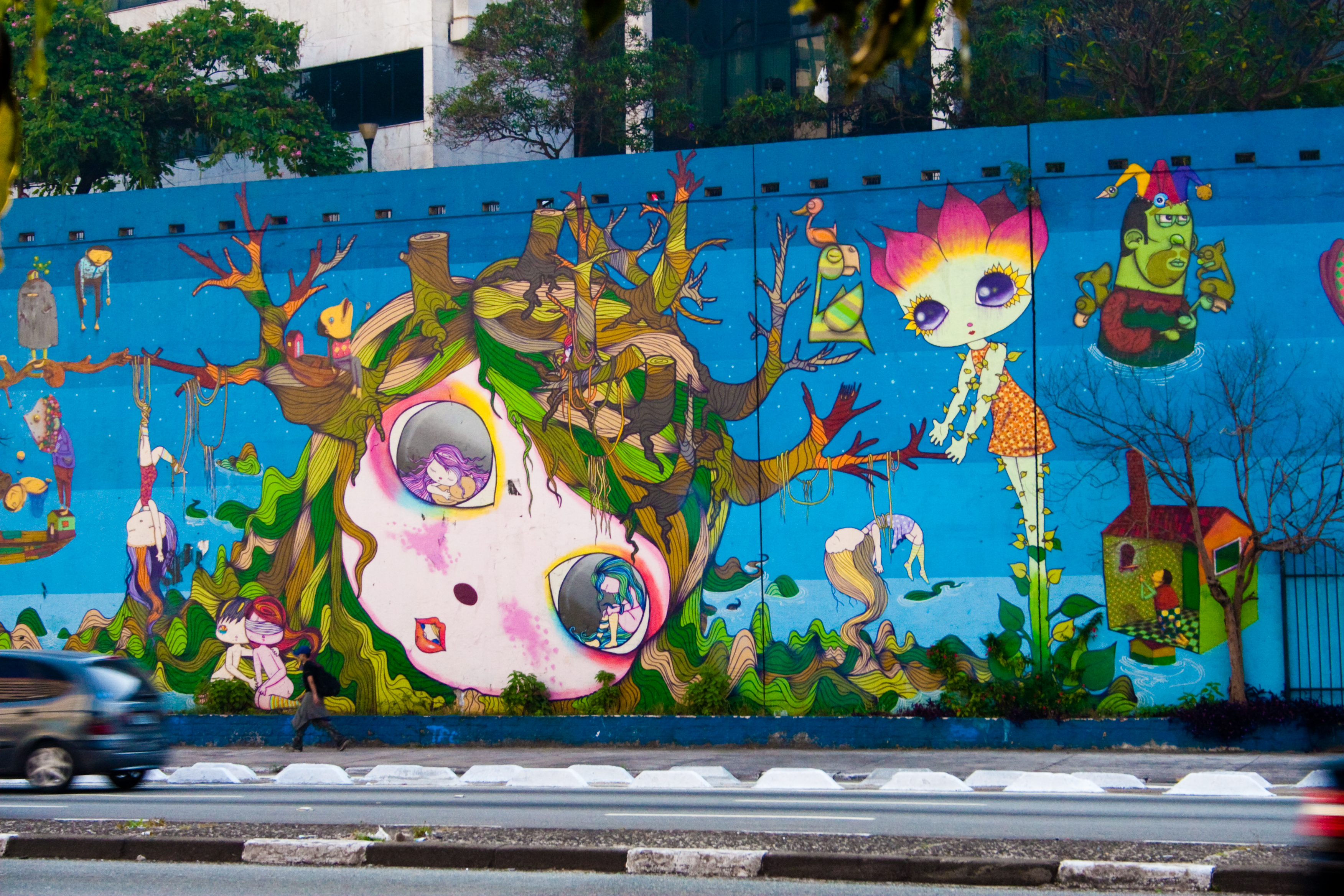
A Avenida 23 de Maio é um dos principais pontos de concentração de grafite na cidade de São Paulo, reunindo obras de artistas paulistanos como Os Gêmeos, Nunca e Zefix.

Os grafites na cidade de São Paulo estão presentes em diversos pontos espalhados pela cidade, mas concentram-se em áreas como o Museu Aberto de Arte Urbana e no bairro de Vila Madalena, onde ficam os consagrados Beco do Batman, Igreja do Calvário e o Beco Escola. Outros locais que abrigam uma grande quantidade de obras de diversos artistas incluem o Túnel da Paulista, a Avenida 23 de Maio, especialmente no Viaduto Tutoia e no Viaduto Jaceguai; no bairro da Liberdade, especialmente na Rua Galvão Bueno e na Rua da Glória, na região central, como a Avenida Prestes Maia, o Senac Tiradentes e o CIT República.

## Políticas ao grafite

### Gestão Gilberto Kassab
No dia 3 jul. de 2008, pela ação da Lei Nº 14.223, de 26 de Setembro de 2006, promulgada pelo ex-prefeito Gilberto Kassab , foi apagado um mural de 680 m que ocupava um mural coletivo da Av. 23 de Maio (Viaduto Julio de Mesquita Filho). O Grafite apagado reunia trabalhos dos artistas: Nina Pandolfo, Os Gêmeos (Gustavo e Otávio Pandolfo), Vitché e Hebert Baglion, Francisco Rodrigues da Silva (Nunca), sendo alguns deles, artistas renomados que fazem com que o Grafite brasileiro, e em especial, o paulistano, seja considerado hoje um dos mais inovadores do mundo. No dia 16  de Julho de 2008, após o ocorrido, houve um protesto feito por artistas, estudiosos, intelectuais e admiradores. Por conseguinte, o prefeito Kassab chamou Os Gêmeos para uma conversa, onde o Secretário da Coordenação das Subprefeituras, Andrea Matarazzo, se justificou alegando que os pintores da empresa contratada não sabem diferenciar um trabalho que tem valor de um que não tem. A prefeitura se retratou encomendando um novo painel para os artistas, que ocuparia o mesmo espaço.

### Gestão Fernando Haddad

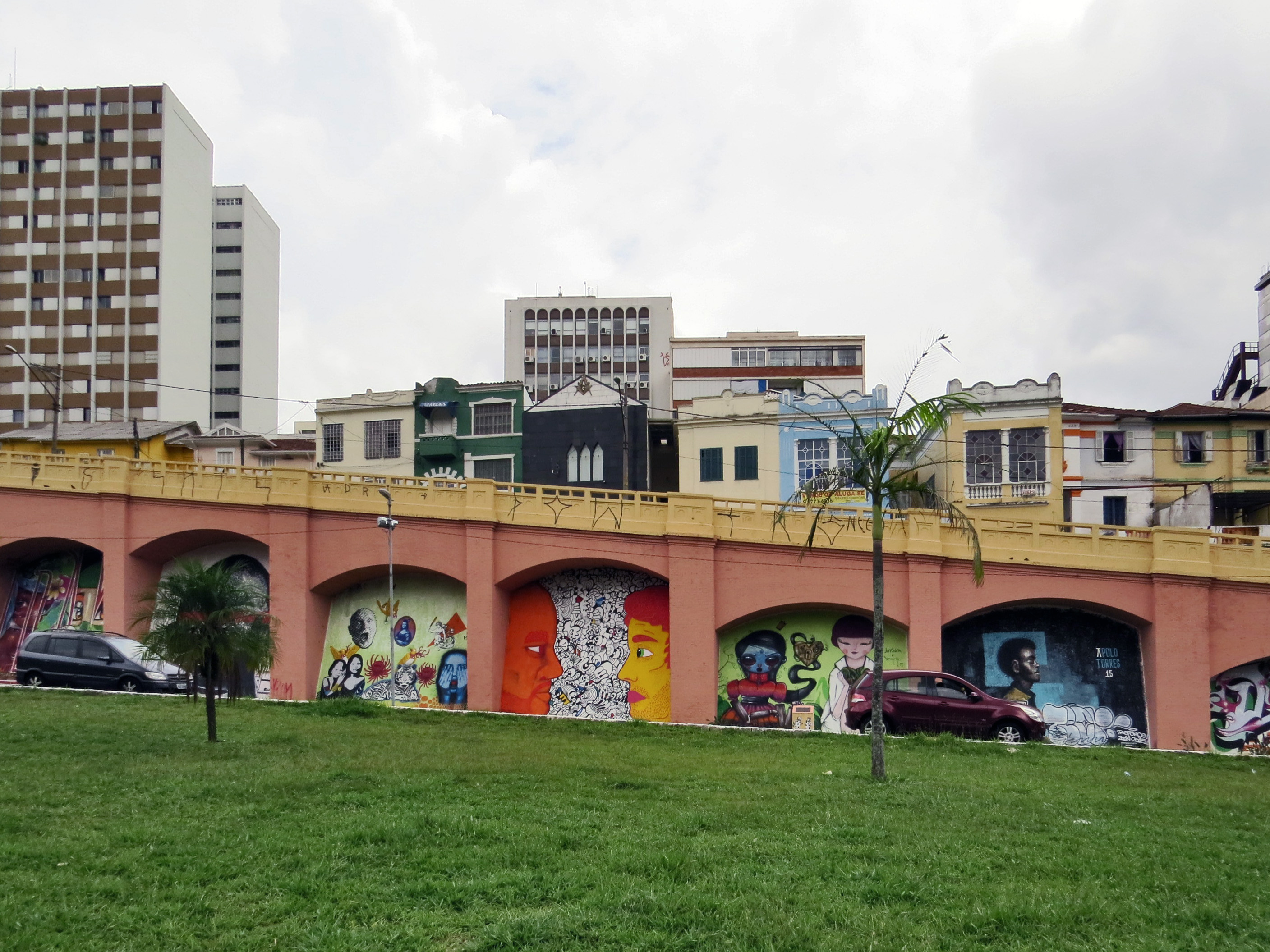
Durante a gestão de Fernando Haddad, os "Arcos do Jânio", na Praça dos Artesãos Calabreses, foram grafitados, gerando uma polêmica sobre a intervenção em patrimônios históricos.

No dia 04  set. de 2014,  foi apagado novamente um Grafite de um muro na Av. 23 de Maio, cuja autoria é de Francisco Rodrigues, o Nunca. A arte foi desenvolvida em 2005, a convite do SESC, e teve autorização da prefeitura na época. Em nota, a Coordenação da Secretaria de Subprefeituras mais uma vez alegou que “os Servidores das empresas terceirizadas responsáveis pelo serviço não têm o conhecimento técnico necessário para diferenciar o que é manifestação artística do que é dano ao patrimônio”.
Na mesma época em que o Grafite do mural coletivo da Av. 23 de Maio (Viaduto Julio de Mesquita Filho) foi apagado, outro grafiteiro conhecido por Boleta, também diz ter observado suas obras desaparecerem da região central da cidade. A lei Cidade Limpa estabeleceu um programa para eliminar as pichações da cidade, porém, a questão que se levanta é a tênue fronteira entre pichação e grafite
O fato é que Grafites sempre são apagados dos muros da cidade de São Paulo. O que muda é a frequência e intensidade com que isso ocorre, e tal processo depende da gestão.
Em dezembro de 2016, o artista Mundano limpou a tinta cinza da prefeitura com água e vassoura depois que um trabalho seu foi apagado na Rua da Consolação. No ano de 2013, um grafite da dupla Os Gêmeos, foi apagado três vezes sob o Viaduto do Glicério. Perante diversos apagamentos de Grafites pela cidade de São Paulo, a Gestão Fernando Haddad ficou de criar uma comissão formada por representantes de Secretarias e artistas.

### Gestão João Doria Jr.
No contexto do programa chamado de "Cidade Linda", a gestão do prefeito João Doria Jr. pretende aprovar uma multa de R$ 5.000 para quem pichar monumentos públicos. Doria, no entanto, diz que apoiará os grafiteiros, distinguindo-os dos pichadores.
| “ | "Não tentem me desafiar, porque nós vamos vencer os pichadores. Vamos amparar e valorizar os grafiteiros e os muralistas, mas os pichadores não vão ter sossego. Vinte e quatro horas por dia, durante quatro anos, iremos atrás dessas pessoas. Ou mudam de profissão ou saem de São Paulo". | ” |